# Долхешти (Њамц)
Долхешти (рум. Dolhești) насеље је у Румунији у округу Њамц у општини Пипириг. Oпштина се налази на надморској висини од 624 m.

## Становништво
Према подацима из 2002. године у насељу је живело 1498 становника, од којих су сви румунске националности.